# Фарбер, Шэрон
Шэ́рон Фа́рбер (англ. Sharon Farber; Бат-Ям, Тель-Авивский округ, Израиль) — израильский композитор. На её счету больше 30 работ в фильмах и телепроектах.

## Карьера
В кино и на телевидении Фарбер работает с такими компаниями, как «NBC» («Начать всё сначала и страсти»), «Showtime» («В своём классе», «Называйте меня Сэр» и «WB» («Супермен и Бэтмен»), а также пишет музыку для независимых проектов. Она выиграла премию «Телли» в 1998 году за лучшую музыку для документально-драматического сериала «Калифорния 2000», а её работу можно также услышать в Музее Сакраменто в рамках постоянной экспозиции Музея. В октябре 2008 года вышел фильм «Когда Ницше плакал» с написанным Фарбер саундтреком, а недавно она завершила работу над «Folie a Deux».

## Избранная фильмография
- 2007 — «Когда Ницше плакал» / When Nietzsche Wept
- 2014-2015 — «Молодые и дерзкие» / The Young and the Restless